# Ubuntu-restricted-extras
Ubuntu Restricted Extrasは、コンピューターのオペレーティングシステム Ubuntu用のソフトウェアパッケージの一つ。このパッケージは法的または著作権上の理由で含まれていない重要なソフトウェアをインストールする。 
以下、インストールするメタパッケージ。
- MP3および暗号化されていないDVD再生のサポート
- Microsoft TrueTypeコアフォント
- Adobe Flashプラグイン
- 一般的なオーディオおよびビデオファイルのコーデック

## 背景
Ubuntuのメンテナーは、すぐに使えるインストールに完全に無料のソフトウェアのみを含めたいため、このパッケージのソフトウェアはデフォルトではUbuntuに含まれていない。このパッケージに含まれるソフトウェアは 、 ソースがクローズドであるか、ソフトウェアの特許により妨げられているか、または制限されている可能性がある。たとえば、Adobe Flashプラグインはクローズドソースのソフトウェア。さらに、 MP3やH.264などの多くのマルチメディア形式が特許を取得。これらの特許が適用される国では、これらの形式を使用するソフトウェアを合法的に配布するには、特許所有者にライセンス料を支払う必要がある。    

## 内容
Ubuntu Restricted Extrasはメタパッケージであり、次の依存関係がある： 
- flashplugin-installer
- gstreamer0.10-ffmpeg
- gstreamer0.10-fluendo-mp3
- gstreamer0.10-pitfdll
- gstreamer0.10-plugins-bad
- gstreamer0.10-plugins-ugly
- gstreamer0.10-plugins-bad-multiverse
- gstreamer0.10-plugins-ugly-multiverse
- icedtea6-plugin
- libavcodec-extra-52
- libmp4v2-0
- ttf-mscorefonts-installer
- アンロール

Ubuntu 10.10以降、これらの依存関係のいくつかは、デフォルトで含まれている別のメタパッケージubuntu-restricted-addonsを介して間接的に含まれている。 

## 包含物
Ubuntu Restricted Extrasに含まれるソフトウェアの法的問題により、本パッケージは標準でではUbuntuのディスクイメージに含まれてない。  しかしPinguy OSやRevamplinuxなどいくつかのディストリビューションには同梱されている。 